# Олегова могила (Ладога)
Сопка «Олегова могила» или «сопка Ходаковского» — сопка 5-III (по нумерации сопок северного Поволховья В. П. Петренко) в урочище «Сопки» рядом с селом Старая Ладога, имеющая около 10 м высоты. В научной литературе именуется также «Полая сопка».

## Археологические исследования
В 1820 году она была частично раскопана Зорианом Доленга-Ходаковским (А.Чарноцким). Во время исследований (затронувших около трети всей насыпи) было обнаружено «несколько сожженных костей», двушипный черешковый наконечник копья («стрела»), датирующийся VIII — началом IX века, «кусок железа, похожий на задвижку в замке, и угли…». В дальнейшем археологические раскопки здесь не проводились.

## Фольклорные исследования
Фольклорные исследования фиксируют по отношению к сопке 5-III рассказы о земляной могиле, насыпанной «по горсти» и о похороненном Рюрике (последнее, возможно, имеет литературное происхождение). «Вот только за Иванском Островом начинается вот, мы называем там „сопки“, начинаются вот эти горбы, вот там, говорят, тогда повернули этих шведов. Не дошли они сюда» (М. П. Ефимова, 1913 года рождения, уроженка д. Ивановский остров, проживает в д. Ивановский остров; записано в 1994 г.)
«Рюрик, говорят, похороненный. Кто говорит — вот здеся, кто говорит — в Новгороде. А вот это у солдатов, какие, все бугры наношены этим, каким, карманом, говорят» (К. А. Николаева, 1917 года рождения, уроженка д. Киндерево, проживает в пос. Старая Ладога; записано в 1994 г.)

## Связь с князем Олегом

### В летописях
В Новгородской первой летописи, отразившей Начальный свод 1093—1095 гг., смерть князя Олега описывается следующим образом: 

«В лето 6430 (922). […] Иде Олегъ к Новугороду, и оттуда в Ладогу. Друзии же сказають, яко идущю ему за море, и уклюну змиа в ногу, и с того умре; есть могыла его в Ладозе»— Комиссионный список Новгородской первой летописи младшего извода (Новгородская первая летопись старшего и младшего изводов. М.-Л., 1950. С. 108-109).
Напротив, вторая редакция Повести временных лет, составленная игуменом Сильвестром в 1116 г., передает этот рассказ иначе: в летописной статье 6420 (912) г. содержится известная легенда о смерти князя от черепа коня, обладающая мифологической окраской, и сообщение о могиле Олега в Киеве: 

«И плакашася людие вси плачем великим, и несоша и погребоша на горе, еже глаголеться Щековица; есть же могила его и до сего дни, словето могыла Ольгова»— Цит. по Радзивиловской летописи. См.: Радзивиловская летопись // ПСРЛ. Т. 38. Л., 1989. С. 23.
Более поздние летописные своды варьируют обе версии рассказа о месте погребения князя Олега; однако ни в одном из них это предание не конкретизируется.

### Предположения осопке 21-I
Впервые об «Олеговой могиле» в связи с волховскими сопками упомянул в ноябре 1885 г. Н. Е. Бранденбург, докладывая членам Отделения русской и славянской археологии Императорского Русского археологического общества об осмотре сопки у с. Михаила Архангела (21-I по В. П. Петренко), он, в частности, говорил: «Курган может быть очень важен: напр., в боковом обвале его видна часть как бы кладки из плит, вероятно обходящей всю подошву насыпи, а при виде этой громадной насыпи невольно вспоминаются северные сказания, указывающие на могилу Олега Вещего где-то под Ладогой… Было бы в высшей степени любопытно подвергнуть этот курган точному обследованию, пока его не раззорили еще кладоискатели». В 1886 г. на сопке проводились раскопки, но княжеского погребения в ней найдено не было, никаких местных преданий, связанных с этой сопкой, зафиксировать также не удалось. Десять лет спустя, в своей книге «Старая Ладога», Н. Е. Бранденбург говорил уже о возможности погребения Олега в «сопке Ходаковского» (5-III).

### Предположения о сопке 5-III
В 1950 г. о возможном захоронении князя Олега в сопке 5-III пишет С. Н. Орлов в статье «Сопки волховского типа около Старой Ладоги» говоря: «с этой грандиозной насыпью… связано народное предание о погребении в ней князя Олега», «среди местного населения она известна как „Олегова могила“». Но при этом С. Н. Орлов не приводит никаких записей подобных преданий. В современных фольклорных исследованиях, также нет подобных сведений.
В. П. Петренко своё мнение об этом выразил так: «На мой взгляд, название „Олегова могила“ было присвоено насыпи 5-III в 20 — 40-е гг. XX в. и является классическим примером контаминации. Следует сказать, что, судя по инвентарю, сопка 5-III появилась уже в VIII в.».
Г. С. Лебедев в своей книге «Эпоха викингов в Северной Европе» писал: «Рюрика сменил Вещий Олег. С именем его в Ладоге связана „Олегова Могила“, центральная, самая монументальная из сопок ладожской „сакральной зоны“. Археологи исследовали в ней захоронение по обряду кремации (оно относится к IX в. и, следовательно, не может быть погребением киевского князя Олега, умершего в 912 (или 922) г.). Есть основания видеть в этой величественной насыпи не „могилу“, „место погребения“, а „Олегов Холм“, ритуальное седалище, на котором отправлялись некие общественные и культовые функции».

## Медаль
В 1783—1784 годах среди 235 проектов медалей авторства императрицы Екатерины II, иллюстрировавших различные события раннего периода истории России был проект № 39 содержащий такие описания: «Олег скончался в 912 году. Надпись: Слава не исчезает. Внизу: Олег скончался в 912 году, погребен на горе Щековице». Когда же медаль отчеканили (по штемпелю медальера Монетного двора Тимофея Иванова), на ней было изображено четыре погребальных насыпи вместо одной, напоминающие группу сопок распространенных в северном Поволховье. Возможно, это связано с тем, что летом 1785 г. Екатерина совершила путешествие по рекам и каналам Ильменьского бассейна.